# JtL
jtL(한국어: 제이티엘)은 그룹 H.O.T.로 활약했던 장우혁, 토니 안, 이재원이 2001년 결성한 남성 3인조 프로젝트 그룹이다. j는 장우혁, t는 토니 안, L은 이재원을 가리키며 이재원의 키가 가장 크다는 이유로 L만 대문자를 사용했다. 팬들은 '장토리'라는 애칭으로 부르기도 했다. 2001년 12월 20일 정규 1집 《Enter the Dragon》 을 발표하고 2002년 초부터 활동을 시작했다. 그러나 전 소속사인 SM엔터테인먼트와의 갈등으로 방송 출연이 번번히 무산되었으나, 팬클럽 회원들이 직접 방송사 앞에서 시위를 하는 등 이들의 방송 출연을 강력하게 요구하여 1월 말부터 방송 출연이 가능해졌다. MBC 일요일 일요일 밤에의 코너 게릴라 콘서트에 출연한 것을 시작으로 목표달성! 토요일의 코너 스타 서바이벌 동거동락에 연달아 출연하였고, 《jtL의 개 두마리》 단독 코너를 런칭하였다. jtL의 정규 1집 앨범은 약 50만장, 1.5집은 11.6만장, 정규 2집은 11.3만장의 음반 판매량을 기록하였다. 2년간 두 장의 정규앨범, 한장의 스페셜 앨범 발표 후 (예전 미디어와 계약할 당시의 조건) 각자의 길을 가게 된다. 사실상 해체라는 기사와는 달리 멤버들은 "당초부터 프로젝트 그룹이었다."고 전하면서 해체설을 일축한 바 있다.

## 이전 구성원
| 이름    | 소개 |
| ------- | --- |
| 장우혁  | - 이름 : 장우혁(張佑赫) - 생년월일 : 1978년 5월 8일(47세) - 출생지 : 대한민국 경상북도 구미시 형곡동 - 학력 : 세종대학교 대학원 레저스포츠학 - 포지션 : 메인래퍼, 메인댄서 - 활동기간 : 2001년 12월 20일 ~ 2004년 10월 31일      |
| 토니 안 | - 본명 : 안승호 (安勝浩) - 생년월일 : 1978년 6월 7일(47세) - 출생지 : 대한민국 서울특별시 용산구 이촌동 - 학력 : 동국대학교 문화예술대학원 공연영상학 - 포지션 : 서브보컬 - 활동기간 : 2001년 12월 20일 ~ 2004년 10월 31일       |
| 이재원  | - 이름 : 이재원 (李在元) - 생년월일 : 1980년 4월 5일(45세) - 출생지 : 대한민국 서울특별시 강동구 명일동 - 학력 : 상명대학교 문화예술대학원 뮤직테크놀리지학 - 포지션 : 리드래퍼 - 활동기간 : 2001년 12월 20일 ~ 2004년 10월 31일 |

## 발매 음반
- 2001년 12월 20일 - Enter The Dragon(대표곡: A Better Day, Enter The Dragon)
- 2002년 12월 18일 - Love Story(대표곡: 행복했던 기억들은)
- 2003년 8월 14일 - Run Away(대표곡: Without Your Love, One Night Lover)

## 방송

### TV
- MBC 《일요일 일요일 밤에 - 게릴라 콘서트》 (2002년 2월 17일)
- MBC 《월드컵 D-100 특집 - 가자! 16강으로》  (2002년 2월 20일)
- MBC 《목표달성! 토요일 - 스타 서바이벌 동거동락》 (2002년 3월 9일 ~ 4월 6일)
- MBC 《D-30 대축제 - 준비는 끝났다, 이제 30일!》 (2002년 4월 30일)
- MBC 《목표달성! 토요일 - jtL의 개 두마리》 (2002년 6월 15일 ~ 10월 19일)
- MTV 《2002 Mandarin Music Honours》 (2002년 9월 12일)
- MTV 《MTV 아시아 어워드 - 유세잔치》 (2002년 11월 25일 ~ 29일)
- MTV 《MTV 아시아 어워드》 (2003년 2월 1일)
- ETN 《한 민족 소씨름 대축제》 (2003년 9월 10일)
- KMTV 《서울사랑 그린콘서트》 (2003년 11월 9일)
- CCTV 《동일수가》 (2004년 6월 26일)

### 라디오
- SBS 러브FM 《jtL의 기쁜 우리 젊은 날》 (2002년)

## 수상
- 2002년 MMH 아시아 최고 팝밴드상
- 2003년 코리안 뮤직 어워드(KMA) 올해의 가수상
- 2003년 MTV 아시아 어워드 한국 최고 인기 아티스트상

### 가요 프로그램 1위
| 연도            | 수상 내역 (총 6회) |
| --------------- | --- |
| 2002년 (총 5회) | - A Better Day (총 5회) - 2월 17일 SBS 《인기가요》 1위 - 2월 24일 SBS 《인기가요》 1위 (2주 연속) - 3월 3일 SBS 《인기가요》 1위 (3주 연속) - 3월 9일 MBC 《음악캠프》 1위 - 3월 16일 MBC 《음악캠프》 1위 (2주 연속) |
| 2003년 (총 1회) | - Without Your Love (총 1회) - 9월 28일 SBS 《인기가요》 뮤티즌송 |

## 같이 보기
- H.O.T.